# 墨丘利

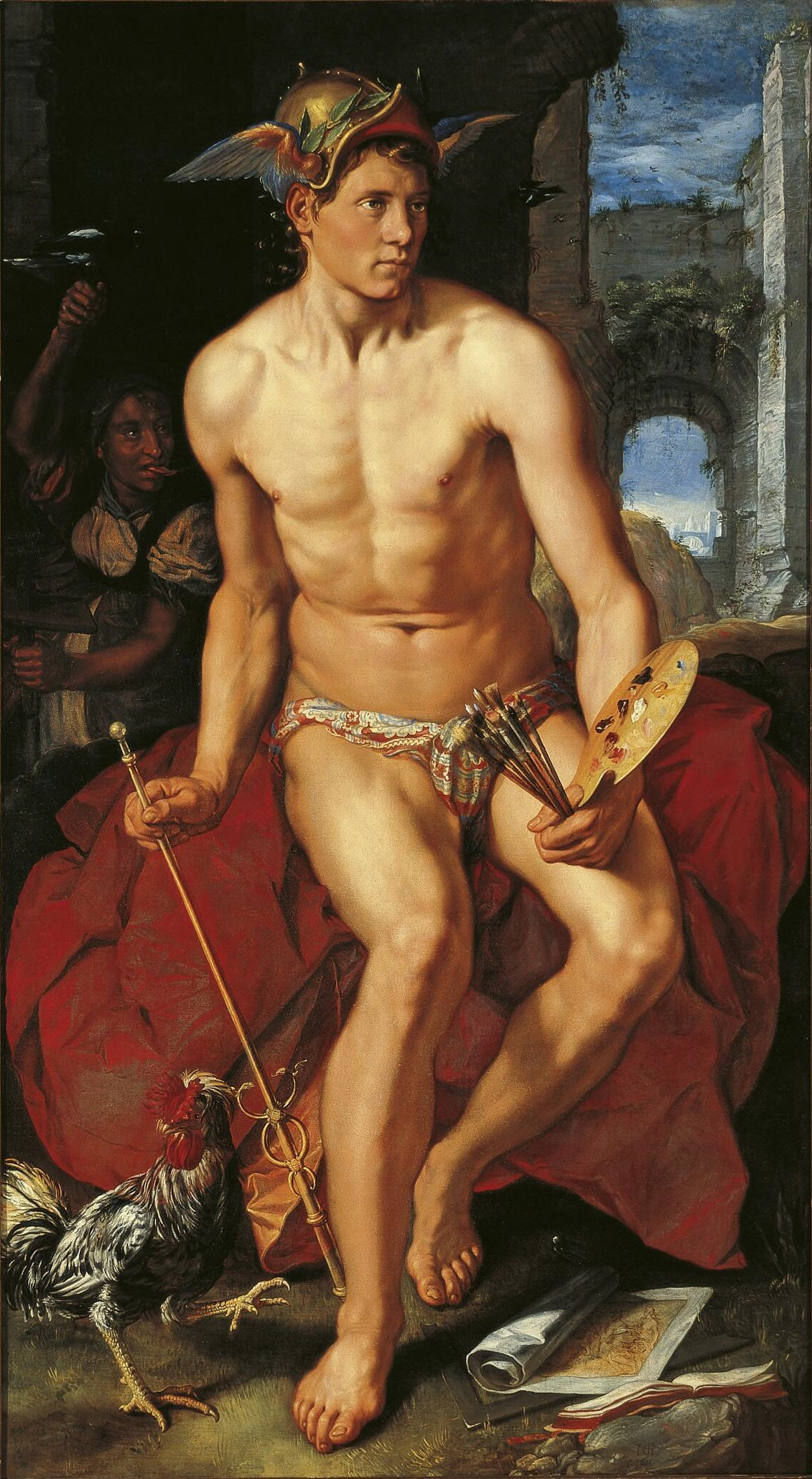
墨丘利，哥尔齐乌斯绘

墨丘利是罗马神话中为众神传递信息的使者，相对应于希腊神话的赫耳墨斯（Hermes）。他的形象一般是头戴一顶插有双翅的帽子，脚穿飞行鞋，手握魔杖，行走如飞。墨丘利是朱庇特和迈亚的儿子，是旅行者、商人和小偷的保护神。

## 概要
墨丘利是罗马宗教和神话中的重要神祇，属于古罗马万神殿中的十二主神之一。他是财富、商业、雄辩、信息、沟通（包括占卜）、旅行者、边界、运气、欺诈和盗贼的神；他还负责引导灵魂进入冥界，并被称为“众神的信使”。
在罗马神话中，他是木星和泰坦亚特拉斯的七个女儿之一──邁亞的儿子。在他最早的形象中，他似乎与伊特鲁里亚神祇图尔姆斯有关；两位神祇都与希腊神赫尔墨斯有相似之处。他通常被描绘为左手持有杖饰（caduceus）。与希腊的赫尔墨斯类似，墨丘利从阿波罗那里获得了一根魔法杖，后来这根杖变成了杖饰，即那根缠绕着两条蛇的权杖。
由於水星在天上運行的速度很快，所以用了他的名字而命名。汞亦因其流動性而以他的名字命名。